# بی‌ام‌سی

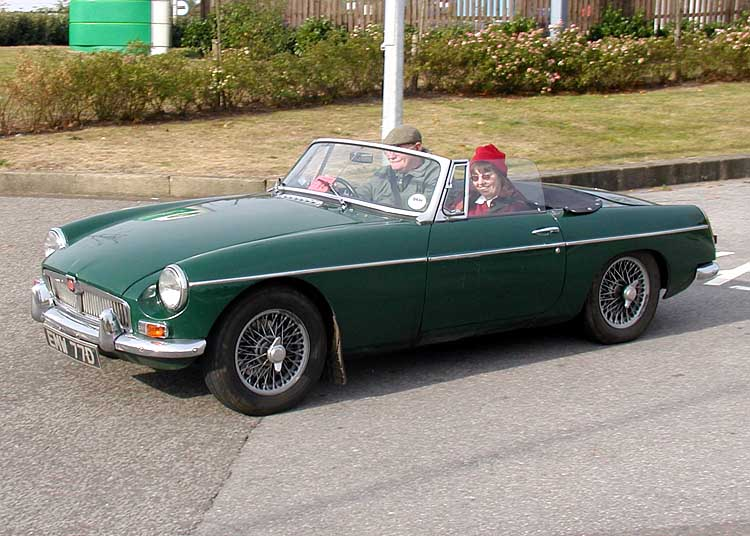
یک خودروی ام‌جی‌بی مدل ۱۹۶۶

بی‌ام‌سی یا بریتیش موتور کورپوریشن (به انگلیسی: British Motor Corporation) شرکت خودروسازی بریتانیایی بود، که از ادغام ۲ شرکت خودروسازی آستین موتور و موریس موتورز در سال ۱۹۵۲ آغاز بکار کرد.
این شرکت در سال ۱۹۶۶ اقدام به خریداری یکی از مشهورترین خودروسازهای جهان یعنی جگوار کارز نمود، سپس در ماه دسامبر سال ۱۹۶۶ نام شرکت به بریتیش موتور هلدینگ تغییر پیدا کرد. در ماه مه ۱۹۶۸ این شرکت با لیلاند موتورز ادغام شد، شرکت جدید بریتیش لیلاند نام گرفت، که در ساختار جدید، بی‌ام‌سی به‌عنوان مهم‌ترین شرکت زیرمجموعه آن محسوب می‌شد.